# Valdoraptor oweni
Valdoraptor oweni es la única especie conocida del género extinto Valdoraptor ("ladrón de de Wealden") es un género de dinosaurio terópodo ornitomimosauriano que vivió a principios del período geológico Cretácico, hace aproximadamente 136 millones de años durante el Valanginiense, En lo que es hoy Europa. Sus fósiles fueron encontrados en Inglaterra. El tipo especie, V. oweni, primero fue descrito como Megalosaurus oweni por Richard Lydekker en 1889. Fue reclasificado, y colocado en un género separado por George Olshevsky en 1991. Se conoce solamente por los huesos de los pies.

## Descripción
El espécimen está dañado y le faltan partes de los extremos superior e inferior. Tiene una longitud conservada de 215 milímetros  y una longitud estimada de 240 milímetros. Este género es paleontológicamente significativo por ser el primer espécimen de ornitomimosauriano conocido en Inglaterra y representa el registro más antiguo de ornitomimosaurios.

## Descubrimiento e investigación
En 1858, Richard Owen refirió un fósil que constaba de un conjunto de tres metatarsianos, huesos del pie, parte de la colección del Museo Británico de Historia Natural, al género de dinosaurios herbívoros Hylaeosaurus debido a su tamaño y textura ósea. Owen mandó hacer una litografía de los huesos que daban una imagen reflejada, aunque en realidad eran del pie izquierdo, ahora parecía que eran del pie derecho. El holotipo , BMNH R2559, incorrectamente llamado por Owen como BMNH R2556, se encontró cerca de Cuckfield en capas de la formación de arena Tunbridge Wells que datan del Valanginiense tardío.

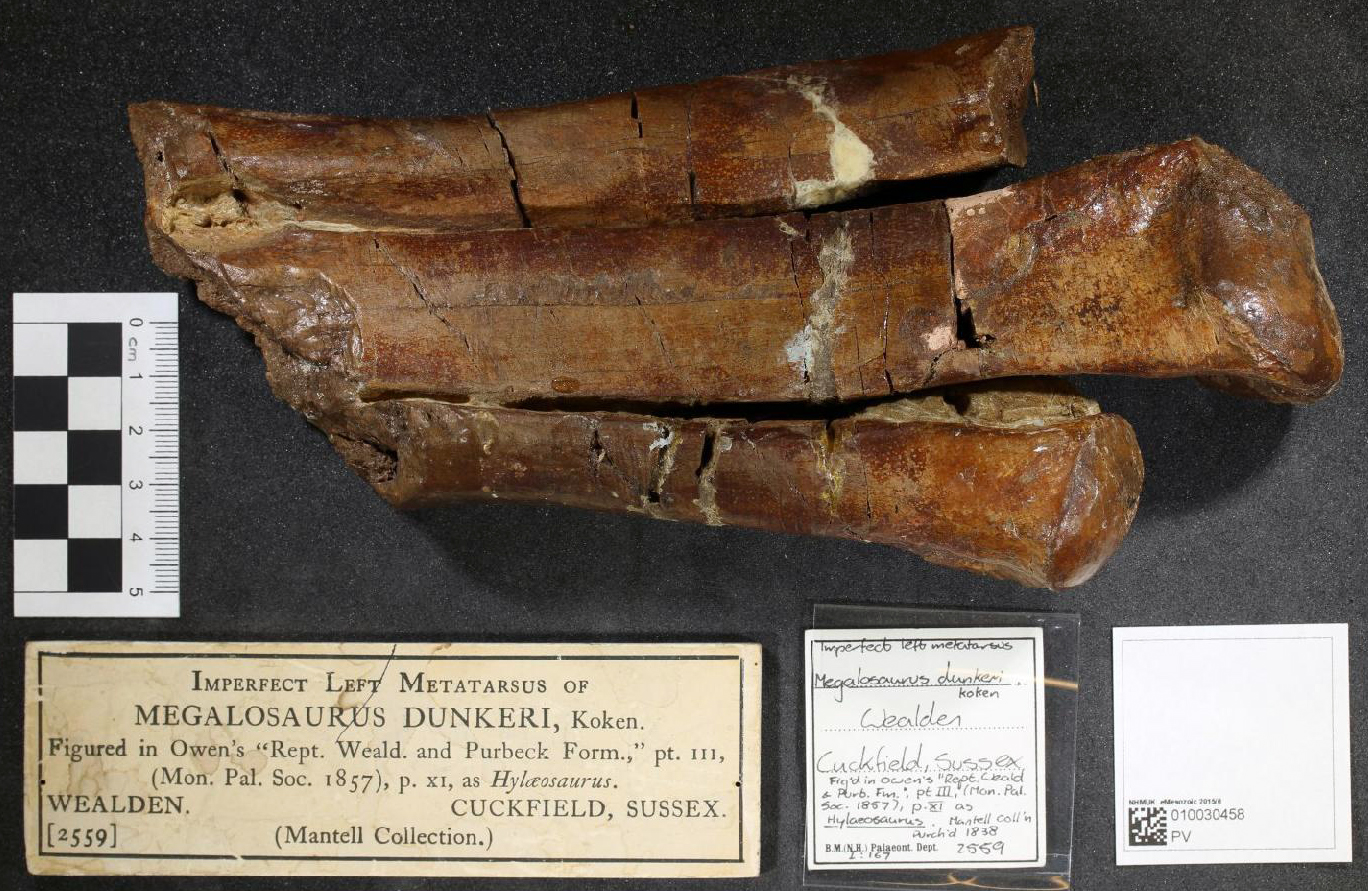
Metatarso izquierdo holotipo

En 1881, John Whitaker Hulke había reconocido que el espécimen representaba un pie de un terópodo carnívoro. En 1888, Richard Lydekker refirió el espécimen a la especie de terópodo Megalosaurus dunkeri pero en 1889 nombró una especie separada debido a su estructura más robusta, Megalosaurus oweni. El nombre específico honra a Owen. Lydekker fue engañado por la ilustración de 1858 al pensar que era el pie derecho. También asumió incorrectamente que tenía cuatro metatarsianos, un error que se repitió durante más de un siglo. Lydekker refirió varios otros especímenes de pie a la especie, BMNH 2574, BMNH 2661' y BMNH 2680 del mismo horizonte estratigráfico, y también BMNH R604d y BMNH R1525, descubiertos de la Formación Wadhurst Clay anterior en la Cantera Hollington cerca de Hastings.
Aunque originalmente se clasificó como una especie de Megalosaurus, en 1923 Friedrich von Huene asignó la especie a Altispinax , formando la combinación Altipsinax oweni. En 1991 George Olshevsky colocó la especie en un nuevo género, Valdoraptor, renombrando su especie tipo Megalosaurus oweni como Valdoraptor oweni. El nombre genérico se deriva del latín Valdus , "Wealden", en referencia al Grupo Wealden, y raptor , "saqueador".

## Clasificación
Se ha sugerido que la especie es idéntica a Neovenator o Eotyrannus, también se ha sostenido que es un género dudoso. Sin embargo, Darren Naish en 2007 concluyó que el espécimen mostraba dos rasgos derivados únicos o autapomorfias, en el sentido de que el segundo metatarsiano está comprimido mediolateralmente y presenta una cresta dorsolateral prominente. Estos rasgos implican que es un taxón válido y diferente de Neovenator y Eotyrannus.
Olshevsky asignó Valdoraptor a Allosauridae pero Naish en 2007 declaró que no era posible una determinación más precisa que la Tetanurae más general . Una revaluación de 2014 encontró que Valdoraptor era probablemente uno de los ornitomimosaurianos más antiguos conocidos y un posible sinónimo menor de Thecocoelurus.